# 约翰·拉克斯
约翰·拉克斯（英語：John Lax，1911年7月23日—2001年7月14日），美国男子冰球运动员，场上位置是前锋。他曾代表美国国家队参加1936年冬季奥林匹克运动会冰球比赛，获得一枚铜牌。